# Coupe de France 1919/20
Der Wettbewerb um die Coupe de France in der Saison 1919/20 war die dritte Ausspielung des französischen Fußballpokals für Männermannschaften. Es war die erste Austragung, die nicht während des Weltkriegs begann, und erstmals nahmen Mannschaften aus den wieder zu Frankreich gehörenden Teilen Lothringens sowie des Elsass ebenso daran teil wie solche aus den vom Krieg besonders betroffenen nördlichen und östlichen Regionen. Deshalb meldeten 114 Vereine – nahezu doppelt so viele wie im Vorjahr.

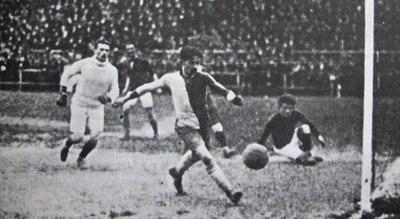
Spielszene aus dem Finale zwischen Le Havre und CA Paris

 Außerdem war dies auch die erste Pokalsaison, die vom 1919 gegründeten, einheitlichen Landesverband Fédération Française de Football Association organisiert wurde. Die FFFA gab dem Wettbewerb, der bis dahin den Namen Coupe Charles Simon – benannt nach einem an der Front gefallenen Sportler und Verbandsfunktionär – getragen hatte, seine (mit Ausnahme der Jahre des Zweiten Weltkriegs) bis ins 21. Jahrhundert geltende Bezeichnung Coupe de France.

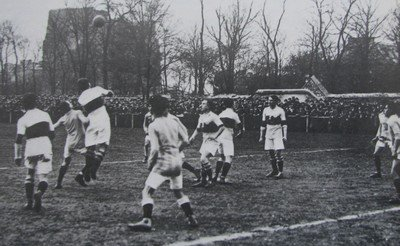
Spielszene aus der Viertelfinal-Partie zwischen Cannes und Lille

Titelverteidiger war CASG Paris, der diesmal allerdings das Viertelfinale nicht überstand. Gewinner des Pokals wurde CA Paris; CAP bezwang im Endspiel den „Doyen des französischen Fußballs“, Le Havre AC. Für beide war es die erste Finalteilnahme.
Im November 1919 wurde zunächst eine Qualifikationsrunde mit 100 Mannschaften ausgetragen; 14 Vereine waren direkt für das Zweiunddreißigstelfinale qualifiziert. Eine Pokalkommission setzte rundenweise sämtliche Begegnungen fest, wobei Fragen der Reisedistanzen im großflächigen Frankreich ebenso eine Rolle spielten wie die Qualität der an den jeweiligen Orten vorhandenen Spielstätten und der Infrastruktur. Dabei wurde auch das Heimrecht festgelegt. Endete eine Begegnung nach Verlängerung unentschieden, wurde ein Wiederholungsspiel auf dem Platz des Gegners ausgetragen. Die FFFA führte noch eine weitere Neuerung ein: kein Team durfte mehr als drei Ausländer aufbieten. Mit dieser Regelung kam als erster Verein der FC Cette – so schrieb sich bis 1928 die Stadt Sète – in Konflikt (siehe  (a) und  (d)).

## Zweiunddreißigstelfinale
Spiele am 7. Dezember 1919
| - Olympique Marseille – FC Lyon 5:1 - FC Cette – SO Montpellier (a) - Arago Sport Orléans – AS Française Paris (b) - CA Paris – CO Billancourt 6:2 - CASG Paris – FC Paris 12:0 - Gallia Club Paris – Club Français Paris (c) - AS Cannes – SC Marseille 0:0 n. V., 4:0 - Stade Rennes – Stade Dinan 9:0 - Olympique Paris – UA du Chantier 8:1 - Racing Club de France – AF La Garenne-Colombes 3:1 - Racing Roubaix – Stade Roubaix 5:1 - FC Rouen – FC Dieppe 1:0 - Légion Saint-Michel – JA Saint-Ouen 0:2 - Red Star AC Paris – JA Levallois 8:0 - US Saint-Servan – AS Brest (c) - AS Strasbourg – FC Mulhouse 1893 7:2 | - US Le Mans – CS Jean-Bouin Angers 2:3 - CA Vitry – Enghien Sports 1:2 - SC La Bastidienne Bordeaux – Jeanne d’Arc Angoulême 5:1 - Stade Toulouse – Stade Bordeaux UC 0:4 - VGA du Médoc – SA Bordeaux 6:1 - US Boulogne – US Tourcoing 2:1 - ES Tours – ASPO Châteauroux 1:5 - SGPM Caen – SM Caen 2:1 - US Romilly – SS Stade Jean-Macé Troyes 2:0 - Alliance Vélo Sportive Auxerre – US Troyes 7:2 - Stade Laval – Cadets de Bretagne Rennes 2:3 - Le Havre AC – Stade Français Paris 2:1 - Lille Olympique – AS Creil 7:0 - Lyon OU – CS des Terreaux Lyon 0:1 - FEC Levallois – US Asnières 2:0 - USA Clichy – Étoile des Deux Lacs 4:1 |

## Sechzehntelfinale
Spiele am 1. bzw. 4. Januar 1920
| - SO Montpellier – VGA du Médoc 0:2 (d) - AS Cannes – Olympique Marseille 2:0 - Racing Roubaix – Gallia Club Paris 1:2 - FC Rouen – US Boulogne 1:0 - Red Star AC Paris – JA Saint-Ouen 1:0 - AS Strasbourg – Racing Club de France 0:4 - CS Jean-Bouin Angers – Stade Rennes 0:8 - Stade Bordeaux UC – SC La Bastidienne Bordeaux 3:1 | - ASPO Châteauroux – USA Clichy 1:7 - SGPM Caen – Le Havre AC 0:6 - US Romilly – CA Paris 0:8 - Alliance Vélo Sportive Auxerre – CASG Paris 1:7 - Cadets de Bretagne Rennes – US Saint-Servan 1:2 - Lille Olympique – AS Française Paris 3:1 - CS des Terreaux Lyon – Olympique Paris 1:7 - FEC Levallois – Enghien Sports 2:0 |

## Achtelfinale
Spiele am 1. Februar 1920
| - VGA du Médoc – Stade Bordeaux UC 3:0 - AS Cannes – Racing Club de France 1:0 - Stade Rennes – Red Star AC Paris 1:3 - USA Clichy – FC Rouen 1:0 | - Le Havre AC – FEC Levallois 2:1 - CA Paris – US Saint-Servan 3:2 - CASG Paris – Gallia Club Paris 5:0 - Olympique Paris – Lille Olympique 1:2 |

## Viertelfinale
Spiele am 7., Wiederholungspartie am 21. März 1920
| - VGA du Médoc – CASG Paris 3:0 - AS Cannes – Lille Olympique 2:1 | - Le Havre AC – USA Clichy 3:2 (e) - CA Paris – Red Star AC Paris 1:1 n. V., 2:0 |

## Halbfinale
Spiele am 11. April 1920
| - VGA du Médoc – CA Paris 1:2 | - Le Havre AC – AS Cannes 2:0 n. V. |

## Finale
Spiel am 9. Mai 1920 im Stade Bergeyre in Paris vor 7.000 Zuschauern
- CA Paris – Le Havre AC 2:1 (0:0)

### Mannschaftsaufstellungen
Auswechslungen waren damals nicht möglich; die meisten französischen Vereine hatten in dieser Zeit noch keine fest angestellten Trainer.
CA Paris: Ivan „Jean“ Dreyfus – Marcel Vanco, Louis Mesnier – Charles McDewitt, Maurice Bigué, André Allègre – Raoul Dupé, Robert Pache, André Poullain, Henri Bard , Ernest Gravier
Le Havre AC: Drancourt – Grivel, Henry Gibbon – Victor Dial, Fernand Mérieult, Maurice Avenel – Raymond Cantais, Robert Accard, Louis Blouin, Alfred Thorel, Bernard Lenoble
Schiedsrichter: Edmond Gérardin (Paris)

### Tore
0:1 Thorel

1:1 Bard (per Strafstoß)

2:1 Bard

### Besondere Vorkommnisse
L’Auto, ein Vorläufer von L’Équipe, titelte am Tag nach dem Finale: „CA Paris ist französischer Meister“. Die Bezeichnung des Pokalsiegers als Landesmeister war bis Anfang der 1930er Jahre in Frankreich verbreitet, weil es vor der Einführung einer professionellen Liga (1932) außer der Coupe de France keinen offiziellen, einheitlichen und landesweiten Wettbewerb gab.